# Деметрије Хронограф
Деметрије Хронограф је антички историчар јеврејског порекла и егзегет хеленистичке епохе. 
Према већини истраживача, живео је у Александрији крајем 3. века пре нове ере. и писао на старогрчком језику. 
Надимак Хронограф је његовом имену у 19. веку додао немачки историчар и теолог Јакоб Фројдентал. Деметријево главно дело, „О краљевима који су владали у Јудеји“, сачувано је у кратким фрагментарним одломцима. Био је посвећен израчунавању животног века предака (вероватно почевши од Адама), патријарха и владара Израела и Јудеје. Следећи Климента Александријског, Јевсевије из Цезареје у својој „Црквеној историји“ помиње међу јеврејским писцима који су доказали древност јеврејског народа и његових институција. Деметрије се може ставити у ранг са другим хеленистичким јеврејским писцима: егзегетима, филозофима и историчарима (Артапан Александријски (2. век п. н. е.), Аристобул Александријски (око 160. п. н. е.), Еуполем (2. век п. н. е.), Псеудо-Аристај). (око 100. п. н. е.), Филон Александријски (око 25. п. н. е. - после 41. п. н. е.), Јосиф (око 37. - око 100.) и Јуст из Тиведијаде (1. век н.е.). Истовремено, Деметрије се као историчар понекад меша са политичарем, писцем, историчарем и филозофом Деметријем из Фалеруна. Ово је и хронолошка и историографска грешка. Егзегета Деметрије помиње краља „Птоломеј IV “ (највероватније Птоломеј IV Филопатор, 222-204. п. н. е.). Сходно томе, филозоф Деметрије (350—283. п. н. е.), који је живео неколико генерација раније, није могао да пише о времену његове владавине. Осим тога, јеврејске теме уопште нису биле у видокругу Деметрија из Фалерума, овог моћног владара хеленистичке Атине и плодног писца (видети Диоген Лаертије (В 75-85) за списак његових 45 дела). 

## Преживели фрагменти
Сачувано је 6 фрагмената дела Деметријевог хронографа. Они су повезани са наративима књига Постања и Изласка. Пет фрагмената сачувао је Јевсевије Цезарејски у свом делу „Припрема за Јеванђеље“ (књига 10), у виду цитата из дела Александра Полихистора „О Јеврејима“: Фрагмент 1 садржи кратак извештај о Аврамовом жртвовању Исака (Пост 22). Други део, најдужи, садржи причу о животу старозаветних патријараха Јакова и Јосифа. Садржај фрагмента: Јаковљев лет за Лавана, Израчунавање старости Исака и Јакова, Јаковљев брак са Лијом и Рахелом наводећи Јаковљеву децу, укључујући Дину рачунајући број година које је Јаков провео у Харану, прича о промени имена и борби Јакова са анђелом Божијим рачунајући старост Јаковљеве деце када је дошао у Сихем рачунајући старост патријараха када је Дина обешчашћена, визију у Бетелу рођење Венијамина, Јаковљев повратак Исаку доба патријарха Јосифове животне околности рачунајући број година боравка у Ханану доба патријараха приликом преласка у Египат сумирање хронолошких прорачуна родослов племена Левијевог до Арона и Мојсија, са назнаком старости и датума рођења деце. 
Фрагмент 3 садржи приче: Мојсије је убио Египћанина, брак Мојсија и Сифоре, питање порекла Сифоре. 
Фрагмент 4  садржи причу о чуду на водама Маре (Излазак 15:22-27). 
Фрагмент 5 садржи дискусију о томе где су Јевреји набавили оружје када су напустили Египат, ако би само хтели да се моле (Излазак 13:18; 17:8-13). Деметрије сугерише да су Јевреји узели оружје Египћана који су бежали. 
Шести фрагмент сачувао је Климент Александријски у Стромати (И 21.141.1-2). Препричава главне хронолошке прорачуне Деметрија: од ропства Самарије (722. п. н. е.) до заузимања Јерусалима 586. п. н. е. (према Деметрију, 128 година и 6 месеци) од пада Самарије до владавине Птоломеја (573 године и 9 месеци) од пада Јерусалима до владавине Птоломеја (338 година и 3 месеца). Према Клименту (Стромата. Књига I. Cx. XXI. 141. 1-3): „1) Деметрије у својој „Историји краљева Јудиних” каже да Јудина, Венијаминова и Левијева племена нису одведена у ропство од Сенахериб и да је од овог до последњег заточеништва које је Навуходоносор наметнуо становницима Јерусалима, прошло 128 година и 6 месеци; да је од године у којој је десет племена Израелових одведено у ропство из Самарије до владавине Птоломеја IV, прошло 573 године и 9 месеци, а од времена када су одведена у ропство из Јерусалима – 338. године. године и 3 месеца. Подаци које Филон даје у вези са хронологијом историје јудејских краљева не слажу се са Деметријем.” Место у модерној Деметријевој књижевности Деметрије је први нама познати небиблијски јеврејски аутор који је писао на грчком под утицајем хеленистичке историографије. У хеленистичкој историографији, Деметријево дело се може упоредити са делима аутора као што су Ератостен из Кирене (275-194. п. н. е.), Манетон (око 280. п. н. е.) и Берос (око 290. п. н. е.), али, за разлику од ових аутора, Димитрије не повезује јеврејску и грчку хронологију.
У апокрифној литератури, интересовање за хронолошка израчунавања налази се у књизи Јубилеја и у кумранским апокрифима Постања. 

## Значај рада
Деметријево дело је први доказ о постојању превода хебрејске Библије на старогрчки језик и омогућава нам да разјаснимо време појаве Септуагинте. Зависност превода који је Деметрије користио од Септуагинте је следећа: сличан превод хебрејских имена (само 12 од 44 се разликују); присуство идентичних датума (на пример, Излазак 12:40 Септуагинта указује да су патријарси боравили у Египту и Ханану 430 година, јеврејски масоретски текст помиње само Египат); доследност генеалогија (на пример, родослов Сифоре, као у Септуагинти, укључује име Рагуел); у буквалним лексичким подударањима (на пример, цитати из Пост. 30:14-16 и 32:23-33). Једини слагање са редакцијом блиском масоретичкој је назнака старости Кеата у Изласку 6:18 (133 године у Деметрију и у хебрејском тексту, 130 година у Септуагинти). У неким случајевима, Деметријеве информације се не поклапају ни са хебрејским текстом ни са Септуагинтом (Аврамова старост је 136 година у Деметрију, 137 година у масоретском тексту, 132 године у Септуагинти). Књижевна форма У историји тумачења библијских текстова, Деметријево дело је први пример употребе методе тумачења αποριαι κα λυσεις („питања и одговори“). Грчки аутори су користили овај метод примењен на текстове Хомера и Хесиода. У односу на библијске текстове, метод је развијен у делима Филона Александријског.